# Zadnia Pańszczycka Czuba
Zadnia Pańszczycka Czuba (niem. Hintere Pańszczyca Koppe, słow. Zadná paňščická čuba, węg. Hátsó-Pańszczyca-púp) – wznosząca się na wysokość około 2150 m skalista czuba w północnej grani Skrajnego Granatu oddzielającej dolinę Pańszczycę od Doliny Czarnej Gąsienicowej. Jest to jedna z dwóch Pańszczyckich Czub. Znajduje się pomiędzy Pańszczycką Przełączką Wyżnią (ok. 2145 m) a Pańszczycką Przełączką Pośrednią (ok. 2130 m). Na wschodnią stronę opada żebrem o wysokości kilkudziesięciu metrów w widły dwóch żlebów opadających z Wyżniej i Niżniej Pańszczyckiej Przełączki. Żleby te, połączone niżej w jedno koryto kończą się w piarżysku Zadnich Usypów w górnej części doliny Pańszczycy. Obramowana dwoma żlebami ściana zachodnia jest trzykrotnie wyższa i opada do piarżyska Kotła Czarnego Stawu. Jest bardziej stroma, krucha i silnie pokryta trawnikami.
Pierwsze znane przejście turystyczne – granią z Pańszczyckiej Przełęczy, przez wierzchołki Pańszczyckich Czub – Walenty Gadowski i Franciszek Zbyszycki w sierpniu 1903 r.
Nie prowadzi przez nią żaden szlak turystyczny, jest to jednak rejon dopuszczony do wspinaczki skalnej (ale tylko od strony Doliny Gąsienicowej). Drogi wspinaczkowe:
- Od zachodu (z górnej części żlebu Pańszczyckiej Przełączki Wyżniej na szczyt); 0 stopień trudności w skali tatrzańskiej, czas przejścia 10 min,
- Z Pańszczycy północno-wschodnim żebrem; II, od żlebu 30 min[2].

Przez W.H. Paryskiego Pańszczyckie Czuby były traktowane jako część Skrajnego Granatu, z dalsza bowiem zlewają się z jego masywem.

## Przypisy

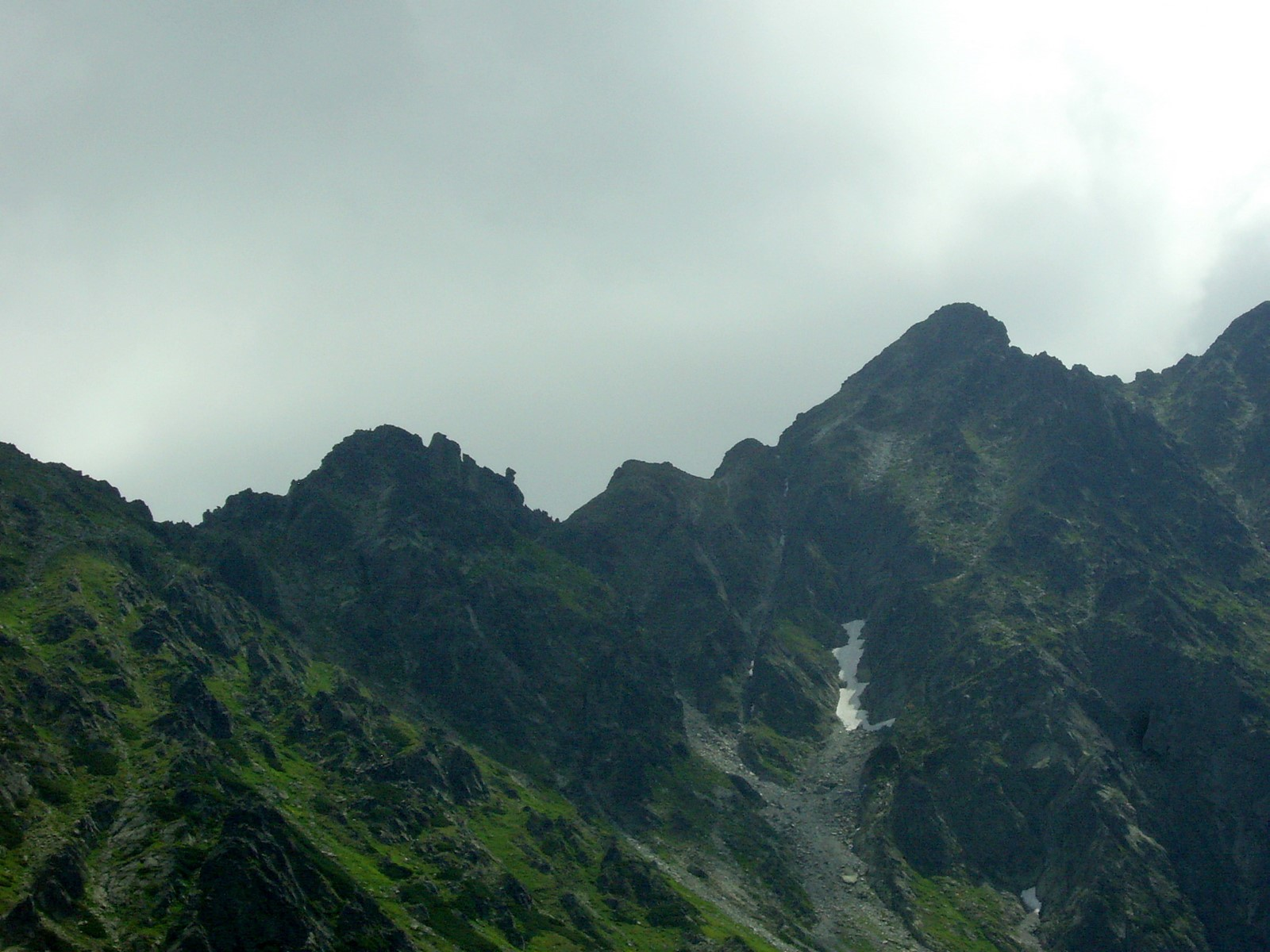
Widok od północnej strony